# Кургул
Кургул (фр. Courgoul) насеље је и општина у централној Француској у региону Оверња, у департману Пиј де Дом која припада префектури Исоар.
По подацима из 2011. године у општини је живело 68 становника, а густина насељености је износила 8,06 становника/km². Општина се простире на површини од 8,44 km². Налази се на средњој надморској висини од 600 метара (максималној 1.033 m, а минималној 569 m).

## Демографија
| 1962. | 1968. | 1975. | 1982. | 1990. | 1999. | 2011. |
| ----- | ----- | ----- | ----- | ----- | ----- | ----- |
| 55    | 71    | 64    | 70    | 59    | 55    | 68    |

График промене броја становника у току последњих година